# Труд Андрій Іванович
Андрі́й Іва́нович Труд (нар. 20 серпня 1921 — пом. 27 липня 1999) — військовий льотчик-винищувач часів Другої світової війни, заступник командира ескадрильї 16-го гвардійського винищувального авіаційного полку 9-ї гвардійської винищувальної авіаційної дивізії (8-а повітряна армія СССР), лейтенант. Герой Радянського Союзу (1944).

## Життєпис
Народився 20 серпня 1921 року в селі Інгуло-Кам'янка, нині Новгородківський район Кіровоградської області, в селянській родині. Українець. З 1933 року мешкав у Кривому Розі, де 1940 року закінчив 7 класів школи № 10.
20 червня 1940 року добровільно вступив до лав РСЧА. В червні 1941 року закінчив Качинську військову авіаційну школу льотчиків імені М'ясникова. Сержант А. І. Труд — учасник німецько-радянської війни з липня 1941 року. Воював у складі 55-го (згодом — 16-го гвардійського) винищувального авіаційного полку на Південному, Північно-Кавказькому, 4-у, 2-у та 1-у Українських фронтах. Пройшов бойовий шлях від пілота до помічника командира полку. У травні 1943 року був важко поранений.
До вересня 1943 року гвардії лейтенант А. І. Труд здійснив 324 бойових вильотів на винищувачах МіГ-3, Як-1 та «Аерокобра». Провів 71 повітряний бій, у яких збив особисто 18 та в складі групи 1 літак супротивника. Всього ж за роки війни здійснив понад 600 бойових вильотів, у повітряних боях збив особисто 26 і в складі групи 1 літак ворога.
Після війни продовжив військову службу в лавах ВПС СРСР на посаді помічника командира 16-го гвардійського (з 1949 року — 689-го гвардійського) винищувального авіаційного полку. В 1955 році підполковник А. І. Труд закінчив Військово-повітряну академію й був призначений заступником командира 831-го, згодом — 899-го винищувального авіаційного полку. Пізніше обіймав посади старшого льотчика-штурмана 1-ї та 6-ї гвардійських винищувальних авіаційних дивізій, начальника служби безпеки польотів 24-ї і 16-ї повітряних армій, начальника служби безпеки польотів ВПС Північно-Кавказького ВО, начальника відділу штабу ВПС того ж округу. 8 січня 1962 року присвоєно військове звання «полковник».
У березні 1972 року полковник А. І. Труд вийшов у запас. Працював заступником голови обласного комітету ДТСААФ в Ростові-на-Дону. Згодом переїхав до міста Суми, де 1987 року у центральному парку міста (тепер парк імені І. М. Кожедуба) заснував та був директором клубу «Юний Авіатор», в якому також проводив навчання льотній справі та патріотичне виховання, організовував зустріч молоді з Іваном Микитовичем Кожедубом.

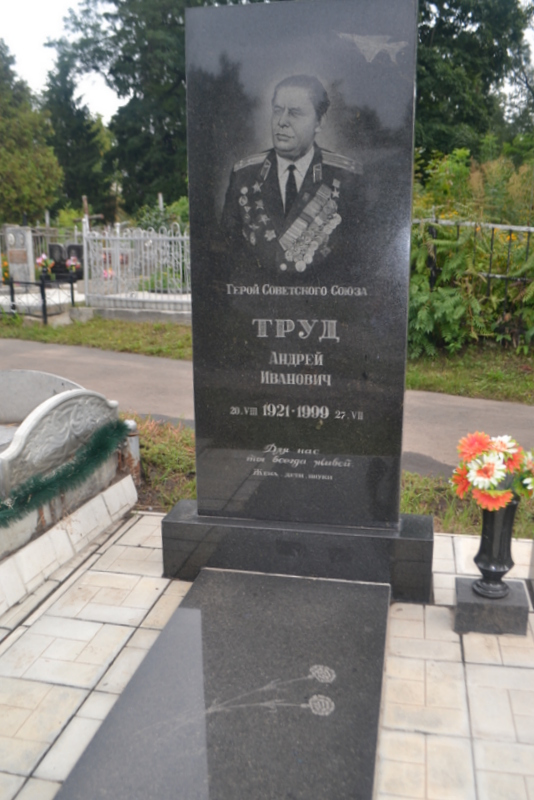
Могила Андрія Труда.

Помер 27 липня 1999 року. Похований на Центральному цвинтарі міста Суми.

## Нагороди
Указом Президії Верховної Ради СРСР від 13 квітня 1944 року за зразкове виконання бойових завдань командування та виявлені при цьому відвагу і героїзм, гвардії лейтенантові Труду Андрію Івановичу присвоєне звання Героя Радянського Союзу з врученням ордена Леніна і медалі «Золота Зірка» (№ 4090).
Також був нагороджений трьома орденами Червоного Прапора (03.05.1943, 24.12.1943, 13.05.1945), орденом Трудового Червоного Прапора (22.02.1968), двома орденами Вітчизняної війни 1-го ступеня (17.06.1943, 11.03.1985), двома орденами Червоної Зірки (25.05.1942, 30.12.1956), медалями та чехословацьким Воєнним Хрестом.

## Твори
- Труд А. И. «Звёздные кобры» рвутся в бой. — Ростов-на-Дону: 2005.